# Jason Bakke
Jason Bakke, né le 11 décembre 1989 à Durban, est un coureur cycliste sud-africain.

## Biographie
En 2010, il remporte la 6e étape du Tour du Rwanda et obtient la médaille d'argent du championnat d'Afrique du contre-la-montre par équipes.
Il est recruté pour la saison 2013 par l'équipe française La Pomme Marseille.

## Palmarès
- 2010
  - 6e étape du Tour du Rwanda
  -  Médaillé d'argent du championnat d'Afrique du contre-la-montre par équipes
- 2011
  - Anatomic Jock Race :
    - Classement général
    - 3e étape

  - Satellite Challenge
  - 3e du championnat d'Afrique du Sud sur route espoirs
- 2012
  - 3e de l'Anatomic Jock Race
  - 3e de la Pick n Pay Amashovashova National Classic

## Classements mondiaux
| Année           | 2011 |
| --------------- | ---- |
| UCI Africa Tour | 85e  |